# Ruisseau de Tréboul
Pour les articles homonymes, voir Tréboul.
Le ruisseau de Tréboul est une rivière du sud de la France, dans la région Occitanie, dans le département de l'Aude, sous-affluent de l'Aude par le Fresquel.

## Géographie
Le ruisseau de Tréboul est une rivière qui prend sa source dans le Lauragais sur les hauteurs du Mas-Saintes-Puelles longe le canal du Midi de Castelnaudary à Villepinte ou il se jette dans le Fresquel en rive droite.
La longueur de son cours d'eau est de 22,6 km.

### Communes traversées
Dans le seul département de l'Aude, le Tréboul traverse sept communessuivantes, dont Mireval-Lauragais, Castelnaudary, Pexiora, Lasbordes, Villepinte.

### Organisme gestionnaire
Un SAGE est en cours d'élaboration pour tout le bassin versant du Fresquel, divisé en cinq ou six bassins : Rougeanne-Dure, Tenten-Lampy-Vernassonne, Fresquel Amont, Fresquel médian, Fresquel aval et Treboul-Preuille-Rebenty.

## Principaux affluents
Le Tréboul a six affluents contributeurs référencés dont :
- le Tiradourès : 8 km
- le Mézeran : 9,1 km

## Hydrologie
Le module est de 0,57 m3/s à Villepinte[réf. nécessaire]